# Мауле (река)
Мауле (исп. Río Maule) — река в области Мауле в Чили.

## География
Река берёт начало в одноимённом озере на высоте 2200 метров на западных склонах Главной Кордильеры в провинции Талька. В верховье течёт на северо-запад, после впадения реки Пуэльче меняет направление и далее течёт на запад. Впадает в Тихий океан севернее города Конститусьон. В устье образует бар. Паводок на реке в зимний период, летом сильно мелеет.
Длина реки составляет 240 км, общая площадь бассейна равна 20600 км². В нижнем течении судоходна.
Перед спуском в Продольную долину на Мауле построена плотина и водохранилище Колбун. Воды реки широко используются для орошения.
Главные притоки: Лонкомилья, Кларо, Меладо.

## История
Задолго до прихода испанских конкистадоров на берегах реки жили индейские народы — пикунче и мапуче. Инки, расширяя свою империю на юг, завоевали земли пикунче, но встретили упорное сопротивление мапуче и были вынуждены остановить экспансию, река Мауле стала южной границей Империи.
Название реки переводится с арауканского языка как Дождливая река.
Река, давшая название региону, служила источником вдохновения для поэтов, романистов, эссеистов, публицистов, историков и драматургов, многие из которых родились на её берегах.

## Галерея

Карта рек области Мауле
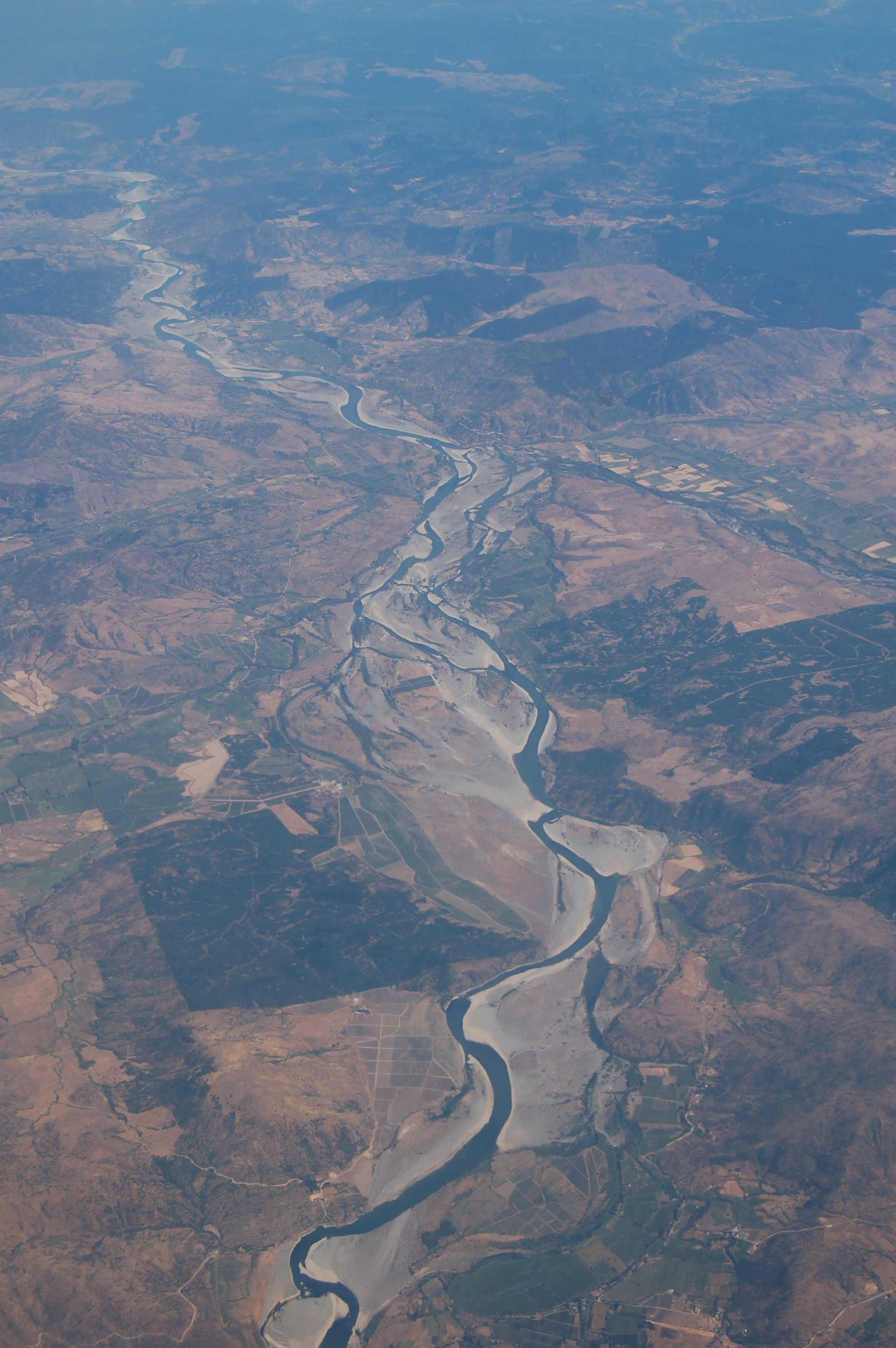
Вид на реки Мауле и Кларо с воздуха